# フランシスコ・ロドリゲス (ボクサー)

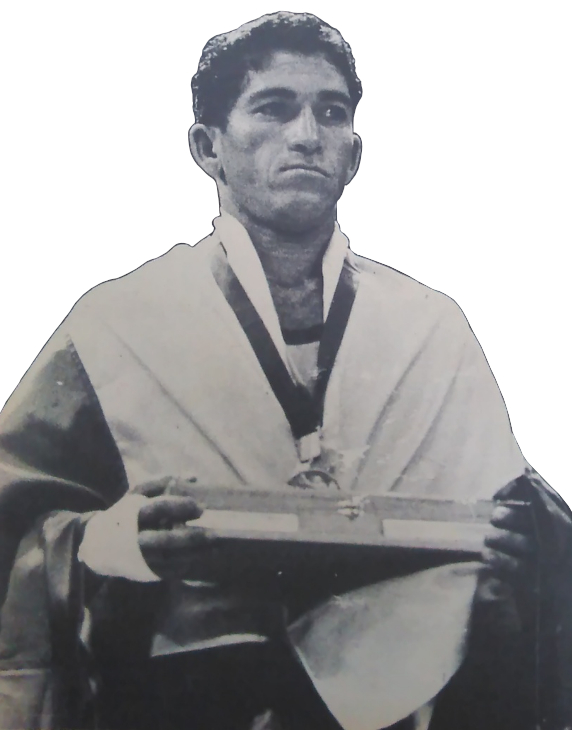
フランシスコ・ロドリゲス

フランシスコ・ロドリゲス（Francisco Antonio Rodríguez Brito、1945年9月20日 - 2024年4月23日）は、ベネズエラのボクサーである。スクレ州クマナ出身。身長174cm、体重60kg。
1968年メキシコシティーオリンピックのボクシング競技では、初開催の男子ライトフライ級(-48 kg)で、決勝で韓国の池竜珠を破り金メダルを獲得した。1967年と1971年のパンアメリカン競技大会でも優勝している。1972年ミュンヘンオリンピックでは、開会式の旗手を務めた。
2024年4月23日に死去。78歳没 。

## アマチュアでのキャリア
ロドリゲスは、"Morochito"とのニックネームで、ベネズエラ人としては全競技通じて初めてのオリンピック金メダリスト。アマチュア時代の戦績は、266勝4敗である。

## 名誉
1988年にベネズエラスポーツの殿堂に選ばれた。